# Camera 42
Camera 42 es una aplicación de fotografía la cual implementa un novedoso sistema que permite a la persona que hace la fotografía aparecer dentro de la misma.
Está disponible para dispositivos Android a partir de la versión 3.2 con cámara fotográfica y es descargable desde Google Play

## Historia
Su desarrollo comenzó en noviembre de 2013 y su primera versión estable fue lanzada el 15 de febrero de 2014, pero su actualización más sonada fue lanzada con fecha de 26 de febrero de 2014, esta última versión corregía muchos de los fallos provocados por la primera, permitiendo fotos de alta resolución HD y suavidad en el retoque fotográfico.
Los encargados de su desarrollo son los integrantes de la firma ArcadeXXI (Elías de Francisco y Daniel Martel) dedicada a desarrollo de aplicaciones móviles y con futuras vistas orientadas al mercado de los videojuegos

## Camera42 vs Selfies
El proyecto Camera 42 nace de la necesidad del propio fotógrafo de salir en algunas de sus fotos, el cual creó un nuevo concepto de fotografía al estirar su brazo y poner la cámara al revés saliendo este dentro de la foto, esta técnica al tiempo pasó a conocerse con el nombre de selfie.
Podría decirse que Camera 42 es la evolución del selfie ya que aprovecha la potencia de los actuales dispositivos Android para fusionar la cámara fotográfica con un complejo y sofisticado sistema computacional, que nos permite retocar las fotos directamente en el dispositivo móvil.

## Funcionamiento
El funcionamiento de Camera 42 consiste en seguir cuatro pasos debidamente guiados por la propia aplicación:
1. Alguien toma la primera foto, es recomendable que la persona que toma la primera foto sea la que menor experiencia posea usando el programa
2. Un segundo fotógrafo, por normalidad el dueño del dispositivo, toma una segunda foto. Es muy importante para este paso, que el resto de la gente, si la hay, procure moverse lo menos posible, el fotógrafo se situará en el mismo sitio donde se tomó la primera fotografía y cuadrará la foto guiándose de los indicadores en pantalla. Mientras, el primer fotógrafo se colocará en su hueco reservado para la foto
3. Mediante la pantalla táctil se señalara la nueva incorporación a la foto, es decir, se trazará una línea que rodeará la silueta del primer fotógrafo.
4. El programa intentará cuadrar y estabilizar las dos fotos, pero normalmente hay que retocar manualmente algunos fallos que nos deje el automático, haremos esto con las tres herramientas de retoque básico que tenemos disponibles (pintar, borrar y mover)

## Versiones
Camera 42 dispone de dos versiones, ambas descargables desde el mercado virtual de Google Play
- Camera 42 Lite: Es la versión gratuita del programa, posee todas las funcionalidades de la versión de pago, pero a diferencia de esta, la foto final va acompañada del logotipo del programa
- Camera 42: Es la versión de pago, posee todas las funcionalidades anteriormente explicadas y la foto final sale limpia de logotipos o cualquier tipo de publicidad